# Roman Jakobson
Roman Osipowicz Jakobson (ros. Рома́н О́сипович Якобсо́н; ur. 11 października?/23 października 1896 w Moskwie, zm. 18 lipca 1982 w Bostonie) – rosyjski językoznawca, teoretyk literatury, slawista oraz teoretyk języka. Współtwórca metody strukturalnej, w swojej pracy łączył kompetencje literaturoznawcy i językoznawcy.

## Życiorys
Studiował na uniwersytetach w Moskwie, następnie w Pradze. W latach 1933–1938 wykładał na uniwersytecie w Brnie. W latach 1946–1949 był kierownikiem katedry slawistyki Columbia University w Nowym Jorku, następnie profesor w Harvard University; od 1958 w Massachusetts Institute of Technology. Był członkiem wielu akademii nauk, w tym PAN od 1959.
W okresie międzywojennym był twórcą i jednym z czołowych teoretyków praskiej szkoły strukturalistycznej. Stworzył tzw. metodę dychotomiczną, a także rozwinął typologię systemów fonologicznych.
Był członkiem zagranicznym Królewskiej Holenderskiej Akademii Sztuk i Nauk. 

## Praca

Schemat komunikacyjny Jakobsona

W rozprawie Poetyka w świetle językoznawstwa (polski przekład w: W poszukiwaniu istoty języka, t. 2) przedstawił jeden z najbardziej dziś rozpowszechnionych modeli komunikacji językowej i wywiódł z niej typologię funkcji języka (będącą rozszerzeniem typologii Karla Bühlera). Jako konstytutywne dla każdego aktu mowy Jakobson wymienia sześć czynników:
1. nadawcę (komunikatu),
2. kontekst,
3. komunikat,
4. kontakt (między nadawcą i odbiorcą),
5. kod (wspólny dla nadawcy i odbiorcy) oraz
6. odbiorcę.

W zależności od tego, który z tych elementów jest najbardziej wyeksponowany, można mówić o sześciu różnych funkcjach języka:
1. emotywnej (termin Antona Marty, inaczej: ekspresywna) – gdy komunikat skupiony jest na nadawcy,
2. poznawczej (inaczej: oznaczająca bądź denotatywna) – gdy skupiony jest na kontekście (wspólnym świecie nadawcy i odbiorcy),
3. poetyckiej – gdy komunikat skupiony jest na samym sobie,
4. fatycznej (termin Bronisława Malinowskiego) – gdy skupiony jest na kontakcie,
5. metajęzykowej (termin Alfreda Tarskiego) – gdy skupiony jest na kodzie
6. konatywnej – gdy skupiony jest na odbiorcy.

Jakobson był też autorem kilku tekstów dotyczących literatury polskiej (między innymi analizy wierszy Norwida i Wierzyńskiego).

## Wkład do badań nad przekładem
Roman Jakobson twierdził, że każde doświadczenie kognitywne (poznawcze) jest możliwe do przekazania w każdym z istniejących języków. Wprowadził pojęcie „ekwiwalencji w różnicy” (equivalence in difference) oraz, opierając się na podejściu semiotycznym do języka, zaproponował trzy typy przekładów. W swoim eseju „On Linguistic Aspects of Translation” wyróżnił tłumaczenie:
1. wewnątrzjęzykowe (intralingual translation) – odbywające się w obrębie jednego języka reword znaczy „inaczej sformułować”, tekst źródłowy zostaje przeredagowany; powstaje nowy tekst w tym samym języku;
2. międzyjęzykowe (interlingual translation) – klasycznie rozumiane tłumaczenie, pomiędzy dwoma językami;
3. intersemiotyczne (intersemiotic translation) – treść zostaje przełożona na inny rodzaj symboli, nowy rodzaj przekazu, który wykracza poza komunikację werbalną; tłumacz bardziej skupia się na informacji, która ma zostać przekazana;

### Ekwiwalencja w różnicy
Zdaniem Jakobsona „tłumaczenie zawiera dwie ekwiwalentne informacje w dwóch różnych kodach”. Zadanie tłumacza polega więc na odkodowaniu treści tekstu źródłowego i przeniesieniu jej w ekwiwalentnej informacji do tekstu docelowego. W przypadku tłumaczenia międzyjęzykowego, pełna ekwiwalencja jest niemożliwa. Tłumacz korzysta wtedy z określeń synonimicznych, aby oddać treść tekstu źródłowego (source text). Jakobson twierdzi, że dwa języki mogą różnić się od siebie w mniejszym lub większym stopniu; może się także zdarzyć, że dosłowny ekwiwalent dla danego słowa lub zdania nie będzie istniał. Wtedy do tłumacza należy wybór metody, która umożliwi oddanie znaczenia w tekście docelowym (target text). Według Jakobsona tłumaczenie zawsze jest możliwe, ponieważ istnieje wiele metod tłumaczeniowych, między którymi tłumacz może wybierać. Doświadczenia epistemologiczne mogą być przełożone na inny język, zaznacza jednak, że niektóre aspekty doświadczenia (np.: magia/ symbolizm/ poezja) mogą zostać przekazane tylko dzięki „twórczej zamianie” (creative transposition). Terminologia może być modyfikowana m.in. poprzez zapożyczenia, kalki (z innych języków), neologizmy lub omówienia. Jak mówi Jakobson: „poezja z definicji jest nieprzetłumaczalna”. Tak więc wiersz przetłumaczony, jest w zasadzie zupełnie nowym utworem literackim.

### „On Linguistic Aspects of Translation”
Najważniejsze myśli, jakie przekazuje Jakobson w swoim eseju On Linguistic Aspects of Translation:
- tłumaczenie jest przenoszeniem symboli; symbole interpretowane są za pomocą innych symboli
- sens/znaczenie = signifier(inne języki) (dźwięk-obraz), inaczej mówiąc: tłumaczenie jest kwestią słów
- tłumaczenie jest elementem tradycji językoznawczej

## Publikacje w języku polskim
- Polska literatura średniowieczna a Czesi, Paryż 1953.
- Poetyka w świetle językoznawstwa, przeł. z ang. Krystyna Pomorska, Wrocław: Zakład Narodowy im. Ossolińskich 1960.
- Roman Jakobson, Morris Halle, Podstawy języka, sporządził, przypisami i artykułem wstępnym opatrzył Leon Zawadowski, Wrocław: Zakład Narodowy im. Ossolińskich 1964.
- (redakcja) Poetics = Poetyka = Poètika, Warszawa: PWN 1966.
- W poszukiwaniu istoty języka. Wybór pism, t. 1-2, wybór, red. nauk. i wstęp Maria Renata Mayenowa, Warszawa: PIW 1989.
- Z zagadnień struktury czeskiego poematu romantycznego: („Máj” Karla Hynka Máchy). Pamiętnik Literacki 51/4, 1960, s. 389–409,
- Mój futuryzm. Wspomnienia, listy, szkice, wiersze, proza; zebrał, opracował, przedmowami i przypisami opatrzył Bengt Jangfeldt, Warszawa: PIW 2020, przeł. Danuta Ulicka

## Odznaczenia
- Order Tomáša Garrigue Masaryka II Klasy – CSRF, 1991, pośmiertnie[7][8]